# عنبسة بن سعيد بن العاص الأموي
عنبسة بن سعيد بن العاص بن سعيد بن العاص بن أمية أبو أيوب القرشي الأموي، تابعي، ابن الصحابي سعيد بن العاص، وأخو عمرو بن سعيد الأشدق، وأحد رواة الحديث النبوي وكان ايضا قاضيا في مدينه الري (قريب من الطهران حالياً).

## روايته للحديث النبوي
- روى عن: أنس بن مالك، وعمر بن عبد العزيز قوله في القسامة، وأبي هريرة.
- روى عنه: أسماء بْن عُبَيد الضبعي، وضمرة بن حبيب، ومُحَمَّد بْن عَمْرو بْن علقمة، ومحمد بن مسلم بن شهاب الزهري، وأبو قلابة الجرمي، حديث العرنيين، وقوله في القسامة.[1]
- الجرح والتعديل: وثّقه يحيى بن معين وأبو داود والنسائي وابن حجر العسقلاني ويعقوب بن سفيان والدارقطني، وقال: «وهو جليس للحجاج بْن يوسف، وهو عم أَبِي إسماعيل بْن أمية.»، ذكره ابن حبان في كتاب الثقات، روى له محمد بن إسماعيل البخاري ومسلم بن الحجاج وأبو داود.[1]